# Делень (Селаж)
Делень, Делені (рум. Deleni) — село у повіті Селаж в Румунії. Входить до складу комуни Добрін.
Село розташоване на відстані 396 км на північний захід від Бухареста, 15 км на північ від Залеу, 71 км на північний захід від Клуж-Напоки.

## Населення
За даними перепису населення 2002 року у селі проживали 94 особи.
Національний склад населення села:
| Національність | Кількість осіб | Відсоток |
| -------------- | -------------- | -------- |
| румуни         | 79             | 84,0%    |
| цигани         | 13             | 13,8%    |

Рідною мовою назвали:
| Мова      | Кількість осіб | Відсоток |
| --------- | -------------- | -------- |
| румунська | 79             | 84,0%    |
| циганська | 13             | 13,8%    |